# Barrio judío de la ciudad vieja de Jerusalén

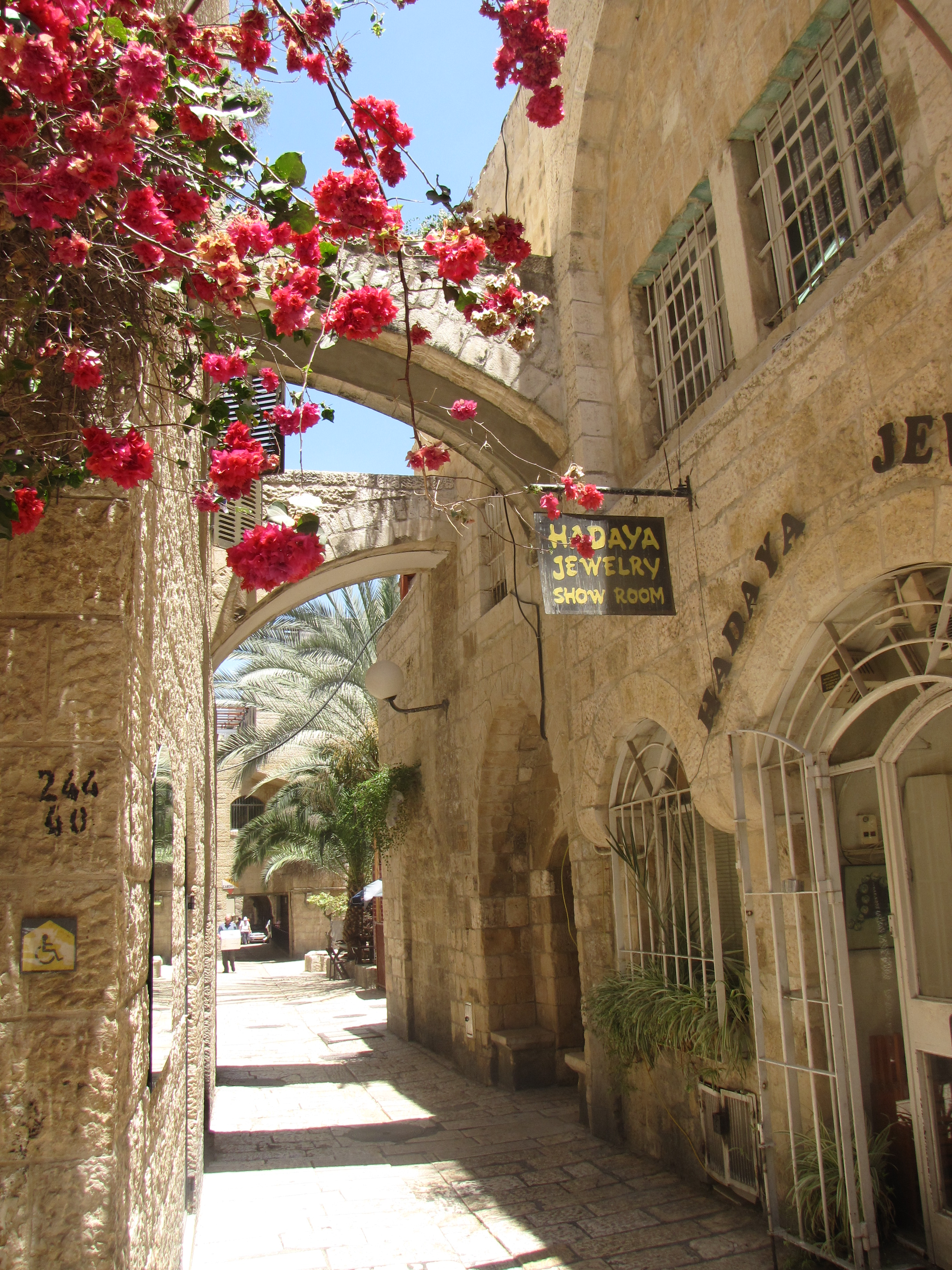
Pasaje en el Barrio judío.

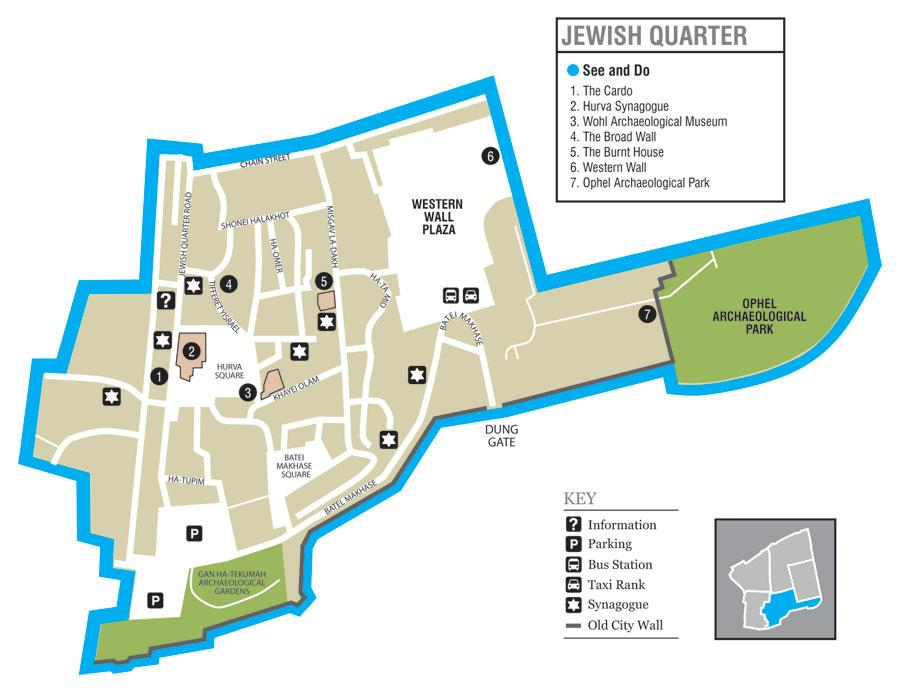
Mapa del Barrio judío de la Ciudad Vieja de Jerusalén.

El Barrio judío (en hebreo: הרובע היהודי‎, HaRova HaYehudi) es uno de los cuatro barrios en los que está dividida la Ciudad Vieja de Jerusalén. El área, comprendida de 116 000 m², está situada en el sureste de la ciudad amurallada. Se extiende desde la Puerta de Sion, al sur de la ciudad, hasta el Barrio armenio, en el oeste, y el Muro de las Lamentaciones al norte y el Monte del Templo, al este.
El barrio está habitado por 2348 habitantes (2004) y alberga numerosas yeshivot y sinagogas, en particular la Sinagoga Hurva. Después de haber sido construida en 1701, destruida en 1721, reconstruida en 1864 y destruida nuevamente en 1948 durante la ocupación árabe, la Sinagoga Hurva fue nuevamente reconstruida a partir de 2006 y volvió a consagrarse en 2010.

## Historia
El barrio tiene una rica historia, con continua presencia judía desde el siglo VIII a. C.  Cuando en 135, el emperador romano Adriano construyó la ciudad de Aelia Capitolina sobre las ruinas de la antigua Jerusalén, la Décima Legión tenía su campamento en el terreno del actual barrio judío.
A comienzos del siglo XX la población del barrio alcanzó los 19.000 habitantes, sin que fuera una población completamente judía, existiendo también otras comunidades viviendo en el mismo. Casi todas las propiedades en el barrio fueron alquiladas a sus ocupantes como bienes habices musulmanes (waqf). Esta fue una de las razones para la expansión y construcción al oeste de la ciudad en los últimos años del Imperio otomano, ya que la tierra fuera de la ciudad era propiedad de pleno derecho (mulk) y más fácil de adquirir. De esta forma, comenzaron a surgir nuevos barrios extramuros de la Ciudad Vieja, como Mishkenot Sha'ananim o Mea Shearim, con lo cual el número de habitantes judíos dentro de la Ciudad Vieja descendió paulatinamente.

## Características
Es el barrio más cuidado de la Ciudad Vieja. Después de la conquista israelí del sector oriental de la ciudad tras la Guerra de los Seis Días, ésta se volvió a reconstruir de los graves destrozos producidos por los bombardeos jordanos durante la Guerra de independencia de Israel, y del descuido y la falta de mantenimiento durante el período de ocupación árabe.
Para su reconstrucción se tuvo constancia de la apariencia original del barrio, las fronteras del barrio se definieron y comenzaron los procesos de topografía y cartografía. Su superficie fue ampliada al incorporar áreas del Barrio Armenio que no habían pertenecido al barrio judío (incluyendo éstas los complejos edificios Ja'ouni, Bashiti y Anabousi, que eran propiedad de árabes locales pero fueron expropiadas). Se incorporó también el vecino Barrio Marroquí, demolido en 1967, lo que posibilitó construir una explanada para los fieles judíos, visitantes y turistas delante del Muro de las Lamentaciones e inició así la transformación física del barrio, gracias a lo cual tanto calles como casas y plazas fueron completamente renovadas.
Su centro es la Plaza Hurva (si bien anteriormente era la Plaza Batei Mahaseh). Se trata de una pequeña plaza con una placa conmemorativa de los sucesos de 1948, cuando los jordanos reunieron a todos los judíos y los expulsaron de la Ciudad Vieja a la parte oeste de Jerusalén.

## Sitios de interés

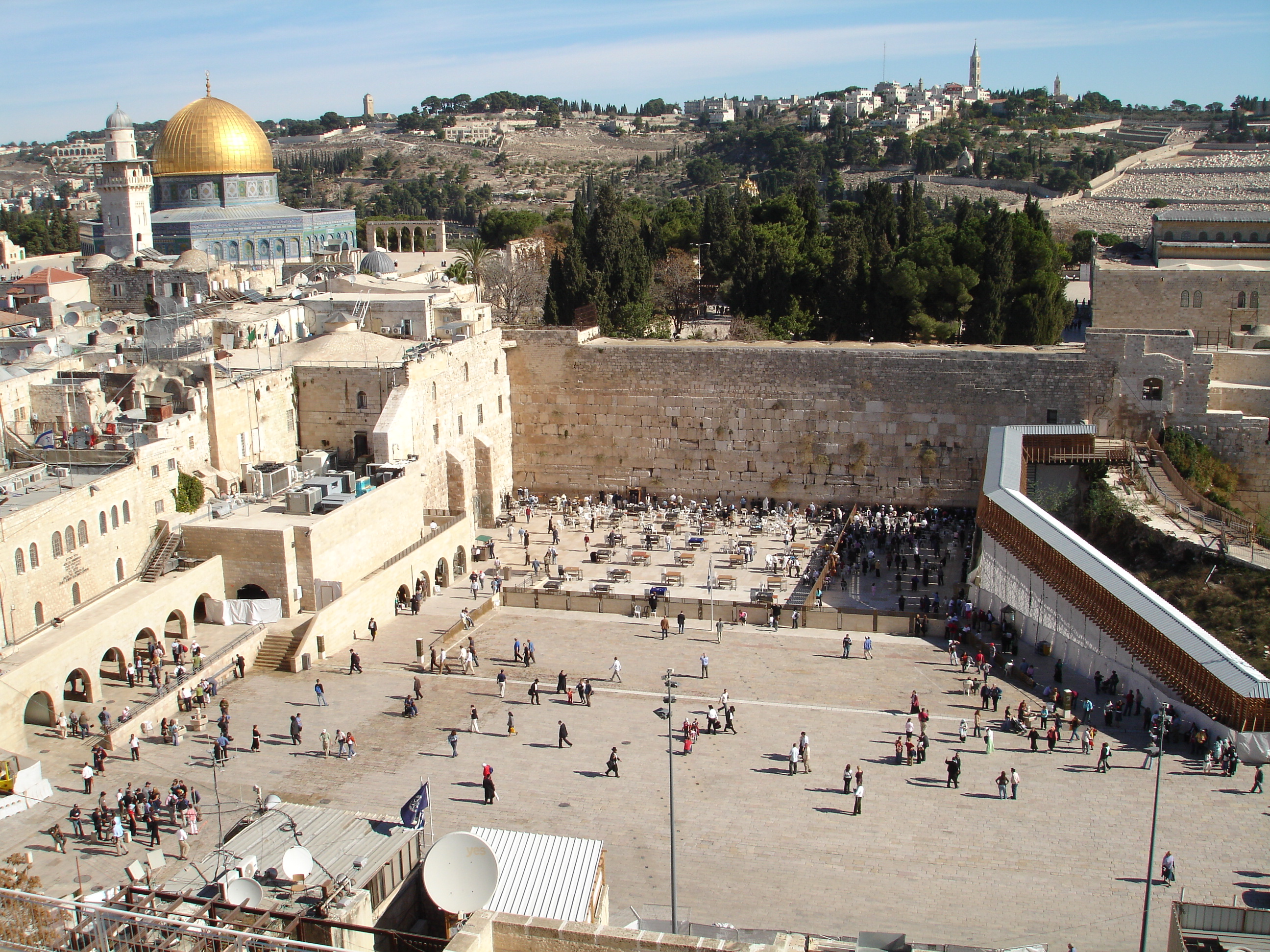
Muro de las Lamentaciones

- El sitio más importante del barrio es el Muro de las Lamentaciones o Muro Occidental, una parte del enorme muro de contención de la expansión del Monte del Templo sobre el cual fueron edificados el Primero y el Segundo Templo de Jerusalén. Tal muro de contención fue construido por el rey Herodes I en el 37 a. C.. Desde hace siglos es el principal lugar de peregrinación para el pueblo judío de todo el mundo y también una importante atracción turística para personas de todos los credos. Peregrinos y visitantes insertan oraciones escritas a mano en los intersticios de entre las piedras. Numerosos fieles leen los Salmos frente al muro, y numerosos benei mitzvá se celebran allí.

### Sinagogas

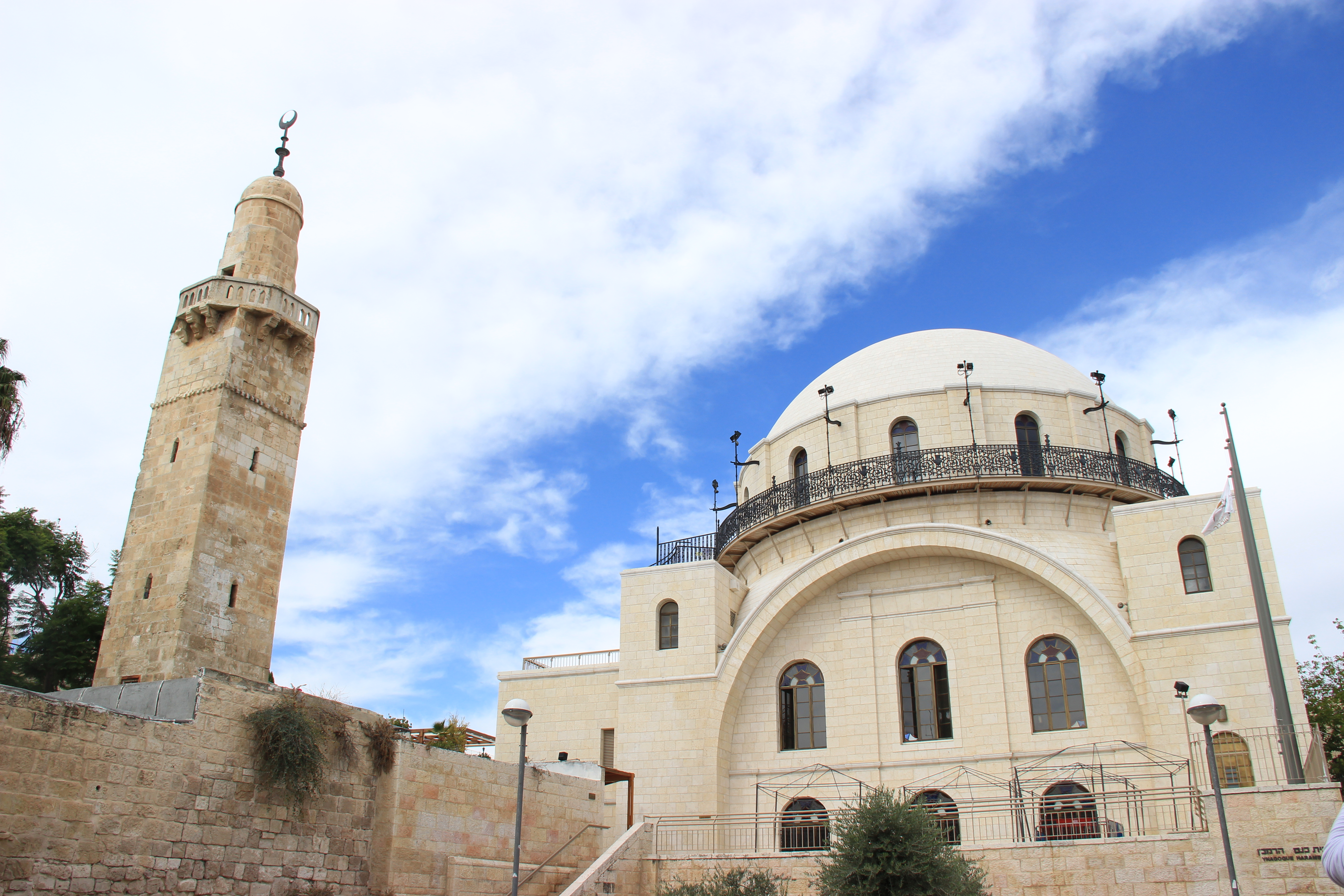
Sinagoga Hurva, reconstruida en el año 2010.

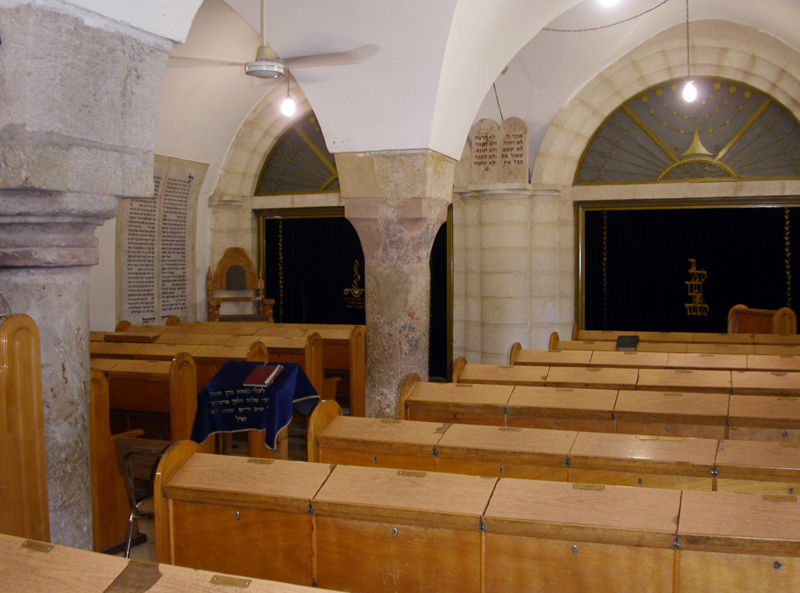
Sinagoga de Maimónides, 1267.

- Sinagoga Hurva, erigida en 1701, fue reducida a escombros por la Legión Árabe durante la Guerra de independencia de Israel en 1948.[2][10]

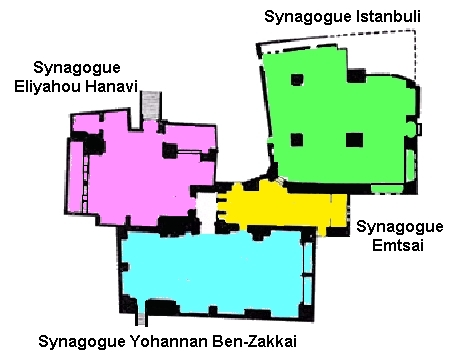
Las cuatro sinagogas sefardíes.

- Las cuatro sinagogas sefardíes. Tras la conquista israelí de Jerusalén Este en 1967, se presentó una serie de planes para el diseño de un nuevo edificio. Tras años de deliberación, en 1977 fue reconstruido un arco conmemorativo sobre los escombros del templo dinamitado y ello transformó el sitio en un monumento prominente del barrio judío.[11] El proyecto de reconstruir la sinagoga en su versión dieciochesca recibió la aprobación del Gobierno israelí en 2000, a cargo de la restauración estuvo el arquitecto Nahum Meltzer y dicha restauración fue culminada el 15 de marzo de 2010.
- Sinagoga Ramban o Sinagoga de Maimónides, la sinagoga más antigua aún en funcionamiento, data de 1267; destruida en 1948 y reconstruida en 1967.
- Las cuatro sinagogas sefardíes, comprendiendo un complejo de templos yuxtapuestos que incluye: la Sinagoga Eliahu Ha'navi, la Sinagoga Jochanan ben Zakai, la Sinagoga Istambuli y la Sinagoga Kahal Tsion (Emtsai).
- Sinagoga Ari, situada en la planta baja, aloja la Sinagoga Ohr ha-Chaim y el museo judío.
- Sinagoga Beit El, centro de estudios de cábala de la ciudad.
- Sinagoga Chesed El, centro del movimiento religioso Bnei Akiva.
- Sinagoga Menachem Zion
- Sinagoga Ohr ha-Chaim
- Sinagoga Tzuf Dwasz

### Iglesias
- Iglesia Nea, construida en 543 y en su día la iglesia más conocida de Jerusalén.[9]

### Museos
- Museo del Último Día: está situada en la calle Cardo y recuerda lo sucedido en 1948, cuando la Ciudad Vieja estuvo ocupada por los jordanos que no dejaron apenas restos de la presencia del judaísmo.
- Museo Arqueológico Wohl: el museo está situado a 3 metros bajo el nivel actual de la ciudad y en él se pueden apreciar casas en buen estado de conservación del siglo I.

### Otros sitios de interés
- Cardo: antiguo tramo de calle de 200 m de longitud de origen romano y bizantino. La calle se encuentra a 6 metros bajo el nivel actual de la ciudad y fue descubierta durante trabajos arqueológicos entre 1976-1985.
- Plaza Hurva: está situada en el centro del barrio, junto a la Sinagoga Hurva.
- Torre de Israel: restos de la torre de tiempos del Templo.